# Marian Płochocki
Marian Płochocki pseud. Olbrzymek, Stanisław, Olgierd Jankiewicz (ur. 16 sierpnia 1878 we wsi Berleż w guberni mińskiej, zm. 9 grudnia 1937 w miejscu egzekucji Butowo pod Moskwą) – działacz PPS, SDKPiL, KPP, MOPR i WKP(b), członek Zarządu Głównego SDKPiL (1901–1903).

## Życiorys
Pochodził z rodziny drobnoszlacheckiej. Samouk; do szkoły nie uczęszczał. Od 1893 mieszkał w Warszawie. Z zawodu był piekarzem, potem włókniarzem, a w II RP urzędnikiem bankowym. Od 1896 należał do PPS, w lipcu 1897 uczestniczył w powszechnym strajku piekarzy w Warszawie. W 1899, pod wpływem agitacji Jana Rosoła wstąpił do SDKPiL. W 1900 został członkiem Komitetu Warszawskiego SDKPiL. W tym samym roku za udział w pogrzebie Węgrzynowicza był więziony w forcie Aleksieja Cytadeli Warszawskiej. 
Od stycznia 1901 członek Komitetu Centralnego (KC) SDKPiL dla Polski. Brał udział w konferencji SDKPiL w Białymstoku pod koniec lutego 1901 i w III Zjeździe SDKPiL w końcu września 1901, na którym został wybrany do Zarządu Głównego (ZG) SDKPiL. Pracował przy wydawaniu i kolportażu prasy partyjnej i prowadził kółka SDKPiL. Działał w Łodzi, Częstochowie i Zagłębiu Dąbrowskim. W grudniu 1901 aresztowany, do 1903 więziony był w X Pawilonie Cytadeli Warszawskiej. Skazany został na 5 lat zesłania do Syberii Wschodniej, skąd powrócił w grudniu 1905 w wyniku amnestii. Od lutego 1906 był sekretarzem Socjaldemokratycznego Związku Robotników Przemysłu Mącznego, a w marcu 1906 został członkiem Centralnej Komisji Socjaldemokratycznych Związków Zawodowych. W czerwcu 1906 wziął udział w V Zjeździe SDKPiL w Zakopanem. W 1907 został członkiem Komitetu Łódzkiego SDKPiL. Był kilkakrotnie aresztowany. W październiku 1911 został uznany za prowokatora rosyjskiej policji w szeregach SDKPiL i usunięty z partii. Od 1915 mieszkał w Samarze, gdzie po rewolucji lutowej 1917 został wiceprzewodniczącym miejskiego zarządu związku zawodowego.
Latem 1918 wyjechał do Moskwy, gdzie cofnięto mu zarzuty o bycie agentem policji carskiej i przywrócono mu członkostwo w SDKPiL. Następnie wrócił do kraju, gdzie od grudnia 1918 działał w KPRP/KPP, a pracował jako urzędnik bankowy. Był 3-krotnie aresztowany. W 1927 wyjechał do ZSRR, gdzie wstąpił do WKP(b) z zaliczeniem stażu od 1899 i 1927-1930 był sekretarzem Komitetu Wykonawczego MOPR, a następnie pracował w polskim oddziale Instytutu Lenina (w 1931 przemianowanego na Instytut Marksa-Engelsa-Lenina) przy KC WKP(b). W 1931 wstąpił do Wszechzwiązkowego Stowarzyszenia Starych Bolszewików.
16 września 1937 został aresztowany i oskarżony o szpiegostwo na rzecz Polski. 27 listopada 1937 skazany przez Komisję NKWD i Prokuratury ZSRR na śmierć przez rozstrzelanie, wyrok wykonano 9 grudnia 1937  w miejscu egzekucji Butowo pod Moskwą - tam też został pochowany.
Zrehabilitowany 26 listopada 1955.
Był żonaty z działaczką SDKPiL, KPP i WKP(b) Kazimierą z Krasowskich.